# Shengchi
Shengchi (kinesiska: 盛池乡, 盛池) är en socken i Kina. Den ligger i provinsen Sichuan, i den sydvästra delen av landet, omkring 97 kilometer öster om provinshuvudstaden Chengdu. Antalet invånare är 16 507. Befolkningen består av 8 282 kvinnor och 8 225 män. Barn under 15 år utgör 18,0 %, vuxna 15-64 år 63 %, och äldre över 65 år 18,0 %.
Genomsnittlig årsnederbörd är 1 384 millimeter. Den regnigaste månaden är juli, med i genomsnitt 305 mm nederbörd, och den torraste är december, med 9 mm nederbörd.